# Aeròdrom de Preguiça
L'Aeròdrom de Preguiça (codi IATA: SNE, codi OACI: GVSN) és un aeroport de Cap Verd Situat a l'illa de São Nicolau, a uns 3 km al sud de la capital de l'illa, Ribeira Brava. L'estiu de 2013 es va erigir una nova terminal per substituir l'antiga, per tal de donar-la d'infraestructures. La nova terminal ha estat dissenyada amb una capacitat per a 450.000 passatgers a l'any.

## Característiques tècniques
La pista de l'aeroport té 1.400 m i és de categoria 3C.
La plataforma té capacitat per a una aeronau.

## Aerolínies i destinacions
| Ciutats             | Nom de l'Aeroport                     | Aerolínies |        |        |        |
| Àfrica              | Àfrica                                | Àfrica     | Àfrica | Àfrica | Àfrica |
| ------------------- | ------------------------------------- | ---------- | ------ | ------ | ------ |
| Cap Verd            |                                       |            |        |        |        |
| Illa de Sal         | Aeroport Internacional Amílcar Cabral | TACV       |        |        |        |
| Illa de São Vicente | Aeroport Internacional Cesária Évora  | TACV       |        |        |        |